# Атлетико Паранаенсе
Клубе Атлетико Паранаенсе (на португалски: Clube Atlético Paranaense) е бразилски футболен клуб от град Куритиба, щата Парана. Стадионът на клуба е Арена да Байшада, с капацитет от 43 981 души.

## Екипировка
Футболистите на Атлетико Паранаенсе играят с червени фланелки на черни вертикални ленти, черни гащета и чорапи.

## История
Отборът е основан на 26 март, 1924 г. Печели бразилското първенство през 2001 г. и играе на финала на Копа Либертадорес срещу ФК Сао Пауло, който го побеждава с 1:1 в първия мач и 4:0 във втория.
През 2006 г. Лотар Матеус подписва едногодишен договор като треньор на Атлетико.

## Титли

### Национални турнири
- Кампеонато Паранаенсе (Шампионат на щата Парана): 26 Титли – 1925, 1929, 1930, 1934, 1936, 1940, 1943, 1945, 1949, 1958, 1970, 1982, 1983, 1985, 1988, 1990, 1998, 2000, 2001, 2002, 2005, 2009, 2016, 2018, 2019, 2020
- Футболен шампионат на Бразилия, Серия B: 1995
- Футболен шампионат на Бразилия, Серия А: 2001
- Футболен шампионат на Бразилия, Серия А – вицешампион: 2004
- Селетива Либертадорес: 1999
- Копа Сескисентенарио: 2003

### Международни турнири
- Футболен турнир на град Винтертур, Швейцария – 1991, 1992

## Срещи с български отбори
„Атлетико“ се е срещал с български отбори в приятелски срещи.

### „Лудогорец“
С „Лудогорец“ се е срещал един път в приятелски мач. Той се играе на 4 февруари 2013 г. в испанския град Марбеля и завършва 6 – 2 за „Атлетико“ .

## Бивши футболисти
- Алфредо Готарди Жуниор
- Асиш
- Белини
- Вашингтон
- Дагоберто
- Джаксон до Нашименто
- Джалма Сантош
- Клеберсон
- Лукаш
- Нилсон Боржеш
- Озеаш
- Паоло Ринк
- Сикупира
- Фернандиньо
- Паоло Байер
- Дока Мадурейра
- Винисиус Баривиейра
- Родриго Галато
- Жоазиньо Нето
- Клео
- Лукас Пиазон